# سارگپه‌های خروسی
سارگپه‌های خروسی (نام علمی: Buteogallus) نام یک سرده از تیره بازان است.